# علم غلغت بلتستان
علم غلغت بلتستان هو علم مقاطعة غلغت بلتستان المتمتعة بالحكم الذاتي في باكستان. العلم هو راية خضراء فيها شعار المنطقة المشابه لشعار باكستان يختلف عنه فيما يقع داخل الدرع، يعكس التضاريس الطبيعية للمقاطعة - المارخور الحيوان الوطني، وأرز ديودار الشجرة الوطنية؛ وجبل كي 2 هو الجبل الوطني للبلاد. لوني الأبيض والأخضر الداكن هم لوني باكستان، ويرمز الهلال والنجمة للأغلبية مسلم، وكل ذلك يدل على تراث المنطقة الإسلامي وارتباطها القوي مع اتحاد باكستان.

## أعلام أخرى

علم إدارة هنزه
علم مير هنزه
علم جبهة بلاورستان الوطنية (ناجي)، وهو أيضًا العلم الذي يمثل بلاورستان في منظمة الأمم والشعوب غير الممثلة
علم حركة غلغت بلتستان المتحدة